# Abdul Hamid II

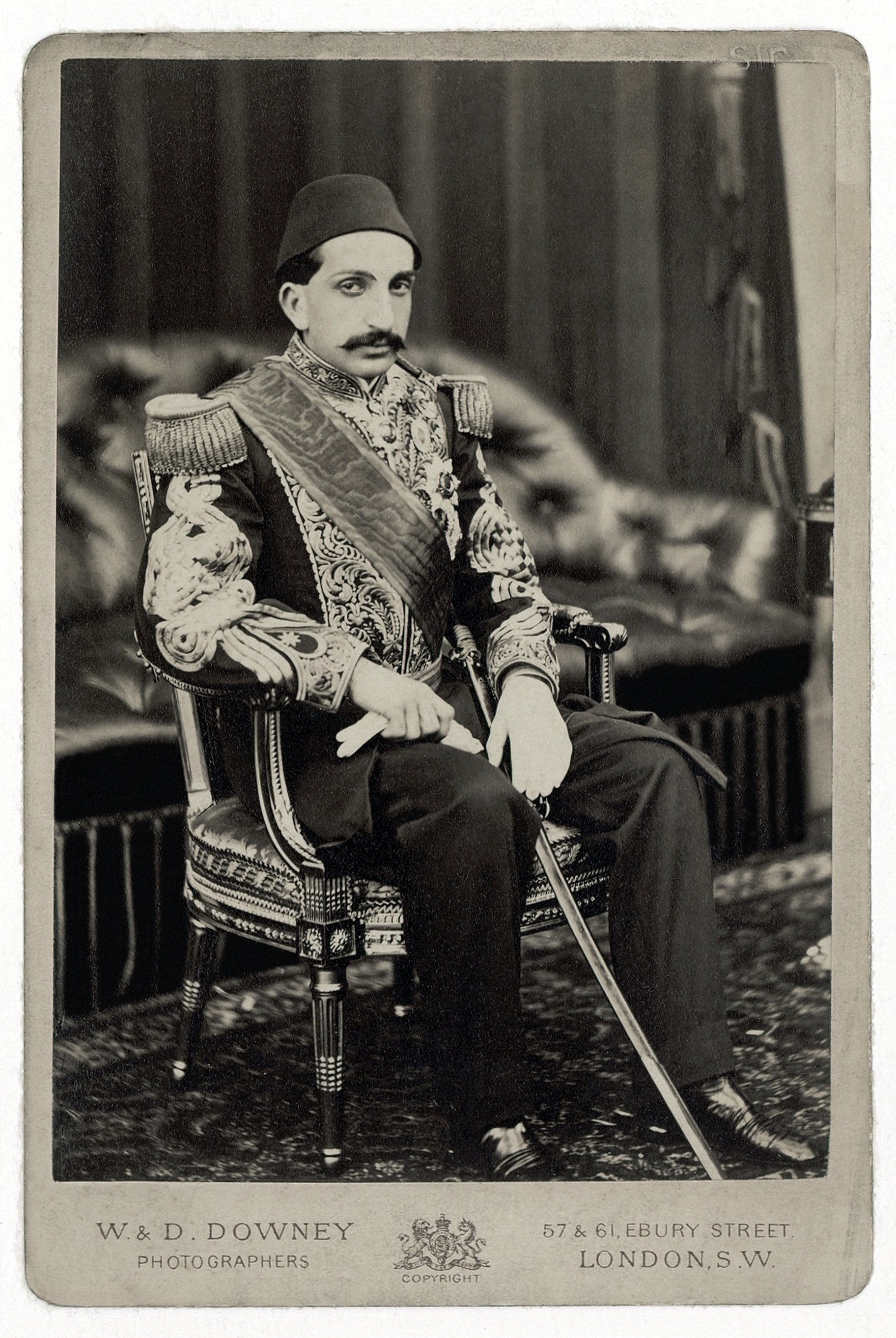
Abdül Hamid II

Abdul Hamid II (còn có tên Abdulhamid II hay Abd Al-Hamid II Khan Gazi) (1842 – 1918) là vị hoàng đế thứ 34 của Đế quốc Ottoman, đã trị vì từ năm 1876 đến 1909. Dưới thời ông, ông được biết tới như một người cải cách, và đã có nỗ lực trong việc cứu Đế chế Ottoman đang suy tàn. Ông đã hết lòng vì đất nước Thổ, nhưng vì những sai lầm về người Armenia và thái độ tham quyền đã hủy diệt thời kì cải cách của ông sau này. Người kế vị là Mehmed V.

## Tiểu sử

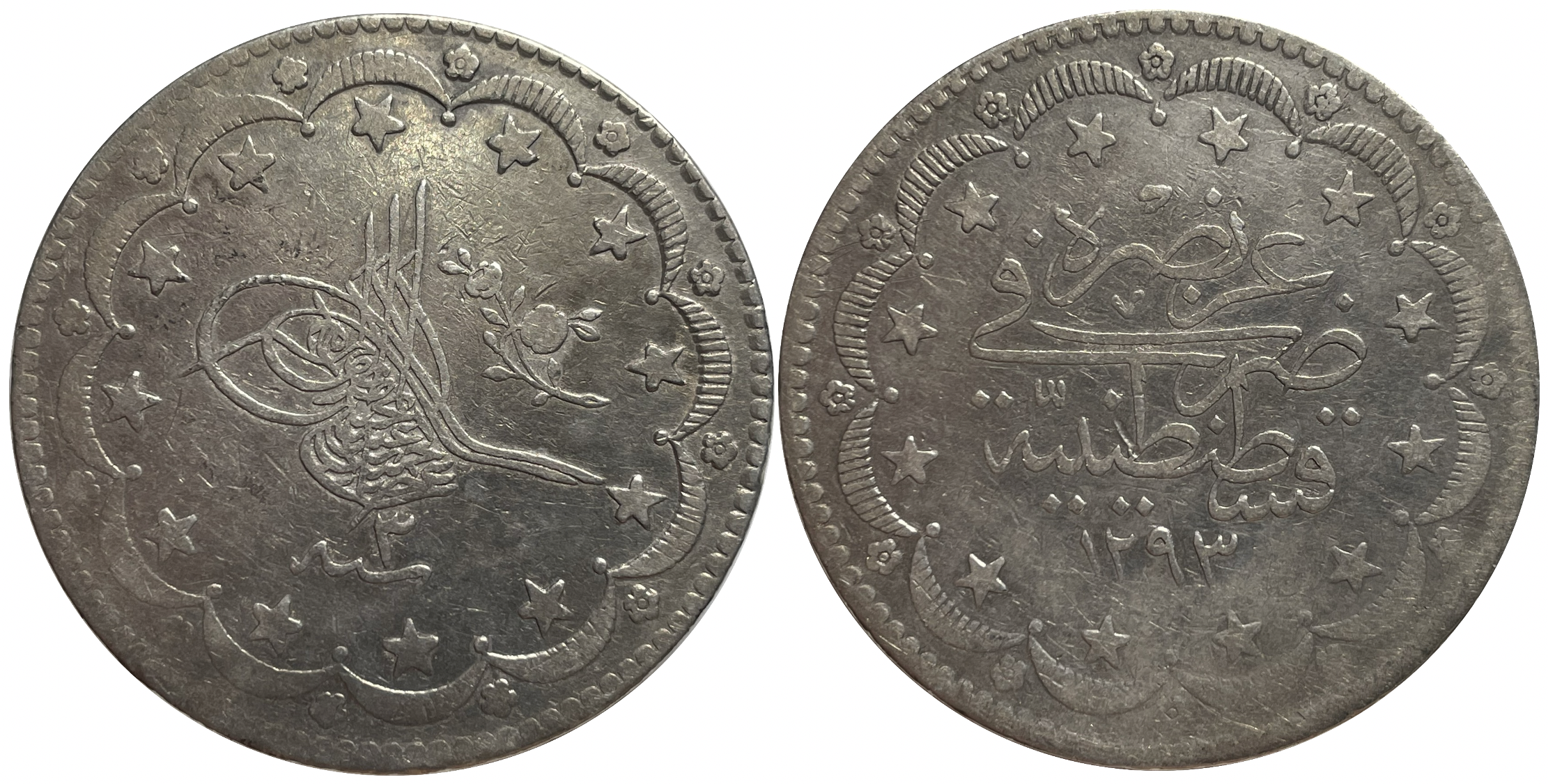
Xu bạc 20 kurus Abdul Hamid II, đúc năm 1878

Abdul Hamid ra đời ngày 21 tháng 9 năm 1842. Là con trai của sultan Abdul Mejid I (1839-1861) và Tir-i Mujgan Kadin Efendi. Mẹ ông là người gốc Circassian. Abdul Hamid đã mồ côi mẹ từ khi còn thơ ấu và được nuôi dạy bởi Pristu Kadin, một vương phi của vua cha. Thuở nhỏ, ông là một đứa trẻ ốm yếu và hay bệnh khi trở trời. Thuở nhỏ, ông nhận được một nền giáo dục tốt. Ông đã học chơi đàn pianô. Năm 1867, Abdul Hamid cùng với người chú, vua Abdul Aziz viếng thăm Áo, Pháp và Anh.
Sultan Abdul Hamid II sống một cuộc sống tự do trước hôn nhân. Sau khi lập gia đình, ông thường ở với gia đình trong thời gian rảnh. Ông cứu nguy đế quốc Ottoman đang suy vong với một triều đình quan tâm đến chính trị và xã hội. Ông thường được xem là một hoàng đế độc tài, nổi tiếng về các cuộc thảm sát người Armenia với quy mô không xác định. Ông trị vì đế quốc Ottoman trong suốt 33 năm.
Abdul Hamid là một vị vua sùng đạo, khoan hòa và phóng khoáng. Điều này được thể hiện qua việc ông đã bỏ tiền ra để lo chi phí cho cuộc chiến chống Hy Lạp, trong khi quân đội Ottoman không đủ tiền. Quân Ottoman đã chiến thắng trong cuộc chiến tranh này.
Abdul Hamid II đã cho thành lập nhiều trường cao đẳng, trường đào tạo về Mỹ thuật, Trường dạy về Tài chính và nông nghiệp. Ngoài ra, ông còn mở nhiều trường tiểu học, đại học, lớp học dành cho ngưới mù và điếc.
Ông đã bỏ tiền ra để xây dựng bệnh viện Sisli Etfal và Ngôi nhà dành cho người nghèo. Ông tuyển một toán lính tài giỏi được gọi là Hamidye ở Istanbul. Ông mở mang các quốc lộ tới tận nội địa Tiểu Á và thành lập đường sắt kéo dài từ Bagdad tới Medina. Ông còn thành lập một đường tàu điện xuyên suốt các thủ phủ.
Ông bị cuộc cách mạng của Nhóm thanh niên Thổ Nhĩ Kỳ lật đổ ngày 27 tháng 4 năm 1909. Sau đó, ông chạy trốn sang Salonika. Sau khi quân Hy Lạp chiếm Salonika năm 1912, cựu hoàng quay về Istanbul. Vào những ngày cuối đời, cựu hoàng chạm khắc đồ nội thất và viết hồi ký trong khi bị giam lỏng tại Điện Belerbeyi - nơi ông qua đời ngày 10 tháng 2 năm 1918.